# Machaonia woodburyana
Machaonia woodburyana – gatunek rośliny z rodziny marzanowatych (Rubiaceae). Występuje na Wyspach Dziewiczych Stanów Zjednoczonych i na Brytyjskich Wyspach Dziewiczych. Jego naturalne środowisko to subtropikalne i tropikalne suche lasy tropikalne. Jest gatunkiem zagrożonym.